# 熱海市
熱海市（日语：／ Atami shi */?）位於日本靜岡縣東部，與神奈川縣接壤，於1937年4月10日設市。此市以溫泉而出名，也是東京圈重要的觀光都市。

## 地理
位于伊豆半島的北部，濱臨相模灘，市區大部分是丘陵。
市區分成三個部分。
- 熱海站與来宮站地區 - 擁有車站和市政府等，市中心。
- 湯河原站地區 - 和神奈川縣湯河原町構成伊豆湯河原温泉。
- 伊豆多賀站與網代站地區 - 近伊東市，小規模旅館很多。

## 历史
- 1604年 德川家康爲洗溫泉而造訪當地。
- 1925年3月25日 鐵道省熱海線（現在的東海道本線的一部分） 湯河原站～熱海站開業。
- 1937年4月10日 熱海町和多賀村合併，設市。
- 1950年 成為「國際觀光文化都市」。
- 2021年7月3日上午十點半，熱海市伊豆山神社附近發生了大規模土石流，崩落的土石至少波及一百三十棟房屋，初步統計約二十七人失蹤，七人死亡。

## 交通

### 鐵道
- 中央車站：熱海站
- 東海旅客鐵道（JR東海）
  - 東海道新幹線：熱海站
- 東日本旅客鐵道（JR東日本）
  - 東海道本線：熱海站
  - 伊東線：熱海站 - 来宮站 - 伊豆多賀站 - 網代站

## 姊妹或友好城市
- 日本 別府市（1966年8月5日）
- 義大利 聖雷莫（1976年11月）
- 葡萄牙 卡斯凱什（1989年7月）
- 中国 珠海市（2004年7月25日）

## 外部連結
- 官方网站
- 熱海市的X（前Twitter）
- あたみニュース（熱海市観光協会） （页面存档备份，存于）
- 熱海梅園ナビ
- OpenStreetMap上有關熱海市的地理